# 2002년 LG 트윈스 시즌
2002년 LG 트윈스 시즌은 LG 트윈스가 KBO 리그에 참가한 13번째 시즌으로, MBC 청룡 시절까지 합하면 21번째 시즌이다. 이전 시즌 감독 대행을 맡았던 김성근 감독이 정식 감독으로 부임했다. 팀은 8팀 중 정규시즌 4위에 오르며 포스트시즌에 진출했다. 이후 3위 현대 유니콘스와의 준플레이오프를 2승 무패로 스윕했고, 2위 KIA 타이거즈와의 플레이오프도 3승 2패로 승리로 장식했다. 그러나 투수진에 과부하가 걸리며 한국시리즈에서 삼성 라이온즈를 상대로 2승 4패로 패해 통합 준우승을 기록했다.

## 코치
- 이홍범, 이철성, 이순철, 양상문, 김용국, 김상훈, 세이케 마사카즈

## 타이틀
- 부산 아시안 게임 금메달: 이상훈, 이병규
- 대륙간컵 은메달: 이순철(코치)
- 일구상: 권용관, 박용택
- 매직글러브: 이병규 (중견수)
- 플레이오프 MVP: 박용택
- 준플레이오프 MVP: 최동수
- 올스타전 추천선수: 이종열, 이상훈, 이동현
- 컴투스프로야구2022 타이틀홀더 라인업: 이동현 (구원투수)
- 컴투스프로야구 00년대 올스타: 이동현 (중계투수)
- 컴투스프로야구 아빠와 아들 라인업: 이순철 (주&수코치)
- 출장(투수): 이동현 (78)
- 구원등판: 이동현 (76)

### 퓨처스리그
- 3루타: 윤현식 (5)
- 도루: 오태근 (22)
- 세이브: 유현승 (5)

## 선수단
- 선발투수: 김민기, 만자니오, 최원호, 최향남, 케펜, 안병원
- 구원투수: 장문석, 이동현, 이승호, 류택현, 경헌호, 이용호, 김태석, 유현승, 김광수, 방동민, 전승남, 서승화, 최창호, 이광우, 신윤호
- 마무리투수: 이상훈, 김동호
- 포수: 조인성, 장재중, 김정민
- 1루수: 서용빈, 심성보, 최동수
- 2루수: 류지현, 윤현식, 손지환
- 유격수: 권용관, 김우석
- 3루수: 이종열, 김상현, 안상준, 추승우, 퀸란, 홍현우
- 좌익수: 박용택
- 중견수: 이병규
- 우익수: 마르티네스, 최만호, 안치용
- 지명타자: 김재현, 박연수, 김용우, 이일의, 김현민, 김재학

## 특이 사항
- 퀸란은 이 시즌에 28타석 21타수 무안타에 그쳐 KBO 리그 역대 단일 시즌 최다 타석, 타수 무안타 기록을 세웠다.
- LG 트윈스는 이 시즌 이후 한번도 포스트시즌에 진출하지 못하다가 2013년에 포스트시즌에 다시 진출했고, 2023년이 되어서야 한국시리즈에 진출했다.
- 이동현은 이 시즌까지 통산 111경기 등판, 90경기 구원등판, 마무리등판 33회, 포스트시즌 10경기 등판으로 KBO 리그 역대 10대 투수 최다 기록을 세웠다.
- 한국시리즈 1~6차전 중 4~6차전이 모두 한 점 차 경기였다.
- 한국시리즈 6차전에서 9회 초까지 3점 차로 앞서고 있었으나, 9회 말에 백투백 홈런으로 4점을 내주며 우승을 내주었다.
- 최창호는 이 시즌을 끝으로 은퇴했는데, 프로 통산 월요일 경기에 39회 등판하여 KBO 리그 역대 월요일 경기 최다 등판 투수가 되었다.
- 만자니오는 이 시즌을 끝으로 KBO 리그를 떠나 KBO 리그 외국인 투수 통산 포스트시즌 최다 희생플라이 허용(3) 기록을 세웠다.
- 류지현은 연봉 협상 과정에서 구단과 의견 차이를 좁히지 못해 연봉 중재 위원회에 연봉 중재를 요청했다. 위원회에서 최종적으로 류지현 측의 손을 들어줌에 따라 류지현은 KBO 리그 역대 최초로 구단과의 연봉 분쟁에서 승리한 선수가 되었다.

## 같이 보기
- 2001년 LG 트윈스 시즌
- 2001년 한화 이글스 시즌
- 2003년 LG 트윈스 시즌